# 角秀秋
角 秀秋（かど ひであき、1951年 - ）は、日本の心臓血管外科医。福岡市立こども病院副院長、九州大学医学部心臓血管外科臨床教授などを歴任。2022年より令和健康科学大学特任教授。

## プロフィール
鹿児島県川辺郡川辺町（現：南九州市）生まれ。鹿児島県立鶴丸高等学校、九州大学医学部卒業。
福岡市立こども病において1980年創立当初から同院の心臓血管外科診療に従し、1985年同院部長、2011年から同院副院、2022年同院定年退職。福岡市立こども病院在任中、6000件件以上の小児心臓手術執刀する。日本小児循環器学会副理事長、第47回日本小児循環器学会会長（2011年、福岡市）、日本小児心臓外科医会（CHSS Japan)代表世話人、小児心臓手術手技研究会代表世話人などを歴任。Best Doctors in Japan （2012-2022）。

## 出演番組
- かんばれ命、こども病院最前線、RKB毎日放送、2003年
- 主治医が見つかる診療所:テレビ東京 2007年8月20日
- モクスペ　小さな命を救え！闘う4人の小児外科医たち：日本テレビ 2008年9月11日

## 関連図書
- 先天性心疾患手術書 メジカルビュー社 2003
- 小児心臓外科の要点と盲点 (心臓外科Knack & Pitfalls)  文光堂 2006
- Cardiovascular Surgery for Congenital Heart Disease, Editors  Hisataka Yasui , Hideaki Kado , Munetaka Masuda ,Springer 2009
- オペ室からの伝言、共著（代表 川副浩平）、日本医学出版、2019